# Gloppen
Gloppen er en kommune ved Nordfjord i Vestland fylke i Norge. Kommunens administration ligger i byen  Sandane ved enden af  Gloppefjorden. Kommunen grænser i nord til Eid (over fjorden), i øst til Stryn, i syd til Jølster og Naustdal og i vest til Flora og Bremanger.
- Verdensmesteren i langrend (2005) på ski Odd-Bjørn Hjelmeset, (1971) kommer fra Gloppen.